# Karol G
Karol G (ісп. Carolina Giraldo Navarro; нар. 14 лютого 1991, Медельїн, Колумбія) — колумбійська співачка. Володарка премії Латиноамериканське Греммі.

## Біографія
Кароліна Наварро народилася 14 лютого 1991 року у Медельїні (Колумбія).
В дитинстві брала участь у шоу «The Х Factor». З 2007 року співачка почала використовувати псевдонім «Karol G».
У 2013 році вона записала у співпраці з пуерториканським співаком Nicky Jam і випустила синґл «Amor De Dos», який став дуже популярним у Колумбії і отримав більше 100 млн переглядів на каналі YouTube. У 2018 році Karol G здобула нагороду Латиноамериканське Греммі у номінації кращий новий виконавець.

## Дискографія
- Unstoppable (2017)
- Ocean (2019)
- KG0516 (2021)
- Mañana Será Bonito (2023)
- Tropicoqueta (2025)